# 平忠房
平 忠房（たいら の ただふさ）は、平安時代末期から鎌倉時代初期にかけての平家一門の武将。平重盛の六男（五男という説もある）。母は正室の藤原経子。丹後侍従と呼ばれる。

## 略歴
『平家公達草紙』によると、安元二年（1176年）3月の後白河法皇50歳の祝賀の催し「安元の賀」に兄達4人と共に名が見られる（兵衛佐と書かれているが当時の役職は能登守）。治承三年（1179年）1月、信西の5男・藤原脩範の娘を正室に迎える。
『吉記』の寿永3年（1184年）4月の条に、忠房が密かに関東へ下向し、許されて帰洛するという風聞が記されているが忠房は同記に翌年の12月に鎌倉に呼ばれた後に斬首されたと書かれており、矛盾するので前者の忠房は2月に屋島から抜けた異母兄の維盛の誤りという説があるが、この時忠房は兄に同行して屋島から抜け出していた可能性もある。
『平家物語』の「六代被斬」によると、忠房は平家が屋島の戦いで敗れた後、ひそかに陣を抜け出し、紀伊国の豪族湯浅宗重の庇護を受けて同地に潜伏する。壇ノ浦の戦いで平家一門が滅亡した後、源頼朝による追討を受けるも、宗重や藤原景清ら平家の残党が忠房の元に集い、3ヶ月の篭城という徹底抗戦する。しかし「重盛には旧恩があり、その息子は助命する」という頼朝の偽りの誘いを受けて降人となり、鎌倉に出頭する。頼朝に面会した後、京に送還されるが、その途上の近江の勢多で斬られたとある。
『吉記』には文治元年（1185年）12月8日の項に「同日、小松内府息忠房招引関東事」とあり、16日に「忠房被切首事」との記述がある。だが『吾妻鏡』の同年12月17日の項には「小松内府息丹後侍從忠房。後藤兵衛尉基淸預之。」とあり、後藤基清が囚人として身元を預かったと書かれている。

## 系譜
- 父：平重盛
- 母：藤原経子 - 藤原家成の四女
- 妻：藤原脩範の娘

## 涙ヶ磯
丹後の伝承によると、忠房には白拍子花松との間に遺児がおり、平家滅亡を聞いた彼女は丹後に潜んでいたが源氏の捜索が及ぶのを恐れ、子供を道連れとみせかけて自ら岩から身投げをしたという話も残っている。